# John Bodey
John Bodey (Wells, 1549-Andover, 2 de noviembre de 1583), jurista académico católico y teólogo laico inglés. Fue martirizado en 1583, y beatificado en 1929.

## Vida
John Bodey nació en Wells, Somerset, en 1549. Su padre era un rico comerciante. Estudió en el Winchester College y en el New College, Oxford, de los cuales se convirtió en miembro en 1568 y obtuvo una maestría en febrero de 1576. En junio de 1576, él y siete otros estuvieron privados de sus becas por el visitante, Robert Horne, Obispo de Winchester, y fueron expulsados.
Al año siguiente fue al Collège anglais de Douai para estudiar derecho civil, pero regresó a Inglaterra en febrero de 1578. A su regreso, se convirtió en maestro de escuela en Hampshire.  Detenido en 1580, lo mantuvieron con grilletes de hierro en la cárcel de Winchester y fue condenado en abril de 1583, junto con John Slade, un maestro de escuela, por alta traición al negar la Supremacía Real. Aparentemente, había una sensación de que esta sentencia era injusta e ilegal, y fueron juzgados nuevamente y condenados nuevamente en Andover, Hampshire, en agosto de 1583.
Bodey tuvo una controversia con Lawrence Humphrey, decano de Winchester, en el Consejo de Nicea, y sus notas de Eusebio aún existen. Después de su segundo juicio, escribió desde la cárcel al Dr. Humphrey Ely: "Consideramos que el hierro por esta causa que nace en la tierra superará el oro y las piedras preciosas en el cielo. Esa es nuestra marca, ese es nuestro deseo. En la temporada media  estamos amenazados a diario, y nos quedamos quietos cuando el obstáculo será llevado a la puerta. Les ruego, por el amor de Dios, que no queramos las buenas oraciones de todos ustedes por nuestra fuerza, nuestro gozo y nuestra perseverancia hasta el final.  ... de nuestra escuela de paciencia el 16 de septiembre de 1583."
Bodey fue ahorcado, arrastrado y descuartizado en Andover el 2 de noviembre de 1583. En su ejecución dijo:

En efecto, he sido suficientemente censurado, porque he sido condenado dos veces; si puedes escuchar la traición de una misa bendecida, o decir una traición de Ave María, puedes hacer que traicione lo que quieras... La reconozco como mi Reina Legal en todas las causas temporales, y ninguna otra...  Lo entenderé, buena gente, sufro la muerte no por no concederle a Su Majestad como cabeza suprema de la Iglesia de Cristo en Inglaterra, lo cual no puedo conceder ni concederé;  Ruego a Dios por mucho tiempo para preservar su Majestad en tranquilidad sobre ti, incluso la Reina Isabel, tu reina y la mía;  Deseo que no obedezcas a nadie más.

El hermano de Bodey, Gilbert, fue arrestado con Alexander Briant el 28 de abril de 1581. Fue azotado en Bridewell y luego confinado en una de las cárceles. Fue puesto en libertad bajo fianza y, cuando no lo llamaron para comparecer, escapó a Rheims.

## John Slade
Al igual que Bodey, John Slade asistió al New College de Oxford hasta que, siendo expulsado por ser católico, viajó a Douai para estudiar derecho. Sin embargo, como católico no se le permitía practicar, se convirtió en tutor en la casa de un caballero en Dorset. Slade finalmente fue arrestado y confinado con Bodey en Winchester. Slade fue ahorcado, sorteado y descuartizado en Winchester el 30 de octubre de 1583.